# Manada de lobos

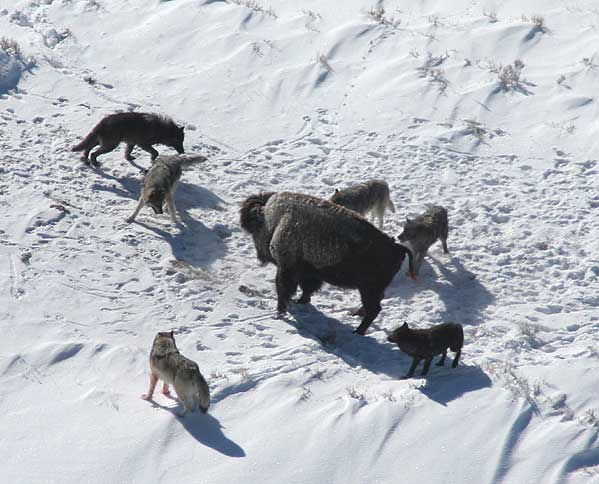
Manada de lobos cazando un bisonte.

Una manada de lobos es un grupo de lobos organizados de acuerdo a una estricta jerarquía social. La manada es liderada por un macho alfa y una hembra alfa. Originalmente se creyó que esta estructura social permitía al lobo, un predador social, obtener presas mayores a su tamaño; nuevas teorías sugieren, sin embargo, que con la estrategia de manada se maximiza el éxito reproductivo.
El tamaño de la manada puede variar a lo largo del tiempo y es controlado por factores que incluyen el tipo de hábitat, personalidades individuales y reservas de comida. Generalmente las manadas contienen entre dos y seis miembros, aunque se han documentado manadas con más de veinte.

## Animales Alfa
La pareja alfa goza de la mayor libertad social de todos los animales de la manada, pero no son líderes en el sentido en el que los humanos suelen pensar. No dan a los otros lobos órdenes. Los alfas simplemente tienen mayor libertad para elegir adónde quieren ir y qué les gustaría hacer, y el resto de la manada normalmente los siguen.
Mientras que la mayoría de las parejas alfa son monógamas, hay excepciones. Un animal alfa puede emparejarse con un animal con una posición en la jerarquía más baja, especialmente si el otro alfa está emparentado (un hermano o hermana verbi gratia). Asimismo los lobos no se emparejan para siempre. La muerte de una alfa no afecta al estatus del otro alfa, el cual usualmente tomará a otra pareja. Normalmente sólo la pareja alfa puede reproducirse y criar una camada de cachorros. Otros lobos en la manada pueden reproducirse, e incluso fecundar cachorros, sin embargo carecen de libertad o de recursos necesarios para mantener a los cachorros hasta la madurez. Todos los lobos de la manada participan en la cría de los lobeznos.
Sin embargo el propio L. David Mech, que fue el que acuñó el término macho alfa, se ha desdicho y afirma que no existe tal rol. Según él cuando publicó el libro «El Lobo. Ecología y comportamiento de una especie en extinción» acababa de terminar el doctorado y el estudio fue realizado en lobos en cautividad de diferentes manadas que no tienen un comportamiento igual que cuando se encuentran en libertad.

## Establecimiento del rango

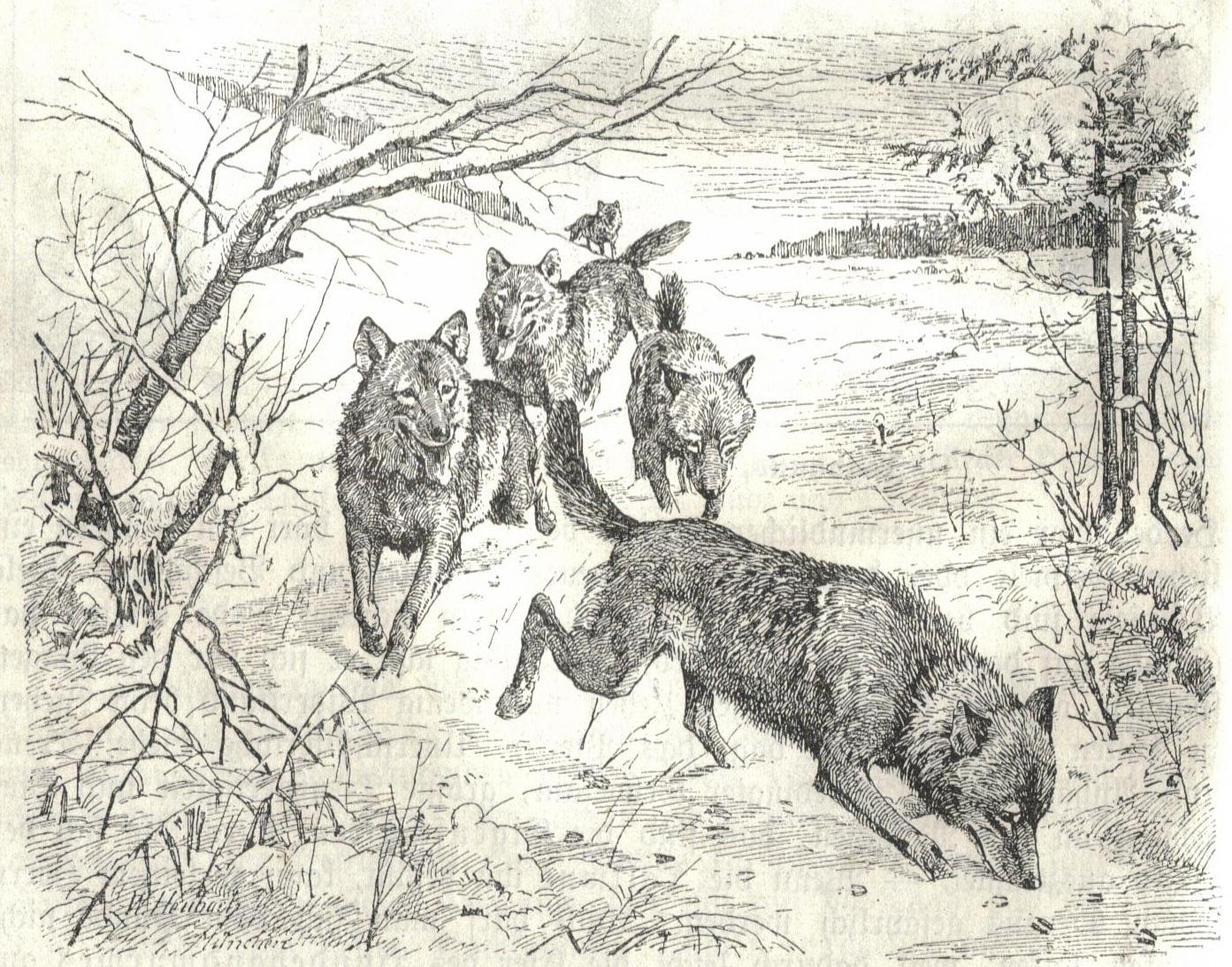
Grabado antiguo de una manada de lobos.

La jerarquía u orden del rango de la manada es relativamente estricto, con los alfas (un macho y una hembra) en la cúspide. Antiguamente se pensaba que el omega ocupaba el rango más bajo, pero estudios recientes han revelado que no es así ya que su papel en la manada puede llegar a ser crucial. La jerarquía afecta a todas las actividades de la manada, desde qué lobo come primero hasta a cuál se le permite reproducirse (generalmente sólo al alfa).
El orden del rango se establece y mantiene a lo largo de una serie de peleas ritualizadas y posturas mejor descritas como una intimidación ritual. Los lobos prefieren una guerra psicológica al combate real y el alto rango se basa más en la personalidad o actitud que en el tamaño o en la fuerza. Cómo se mantiene y se hace cumplir el rango varía ampliamente entre manadas y entre animales individuales. En grandes manadas llenas de animales tratables, o en un grupo de animales jóvenes, el orden del rango puede cambiar ocasional o constantemente, e incluso puede ser circular (animal A domina al animal B quien domina al C quien domina al A).
La pérdida del rango puede ocurrir gradual o repentinamente. Un lobo más viejo puede simplemente elegir apartarse cuando un retador ambicioso se presenta, cambiándose el rango sin derrame de sangre. O el animal  mayor puede elegir luchar con diferentes grados de intensidad. Mientras que un alto porcentaje de las agresiones no causan daños y son rituales, algunas peleas sí pueden causar heridas. El perdedor de tal combate es frecuentemente ahuyentado de la manada, o, raramente, puede ser matado. Este tipo de dominio es más común en los meses de invierno, cuando es la época de reproducción.

## Creación de nuevas manadas
Las nuevas manadas se forman cuando un lobo deja su manada de nacimiento y reclama un territorio. Los lobos que buscan otros lobos con los que formar una manada pueden viajar distancias muy largas en busca de territorios apropiados. Individuos dispersos deben evitar los territorios de otros lobos porque los intrusos son ahuyentados o matados. Esto probablemente explica la actitud predadora de los lobos hacia los perros. La mayoría de los perros, excepto quizá los de gran tamaño, no tienen mucha oportunidad de éxito contra un lobo que esté protegiendo su territorio de elementos indeseados.